# 恆河黃鯽
恆河黃鯽（学名：Setipinna phasa）為輻鰭魚綱鲱形目鳀科的其中一種，分布於亞洲印度及孟加拉恆河及緬甸的淡水流域，本魚體延長，腹部圓潤，胸鰭透明，鰭絲長，臀鰭鰭條66-78枚，體長可達40公分，棲息在河川、河口，能忍受鹽度變化，會進行迴游，屬肉食性，以橈腳類、小型甲殼類等為食，可作為食用魚。

## 擴展閱讀
維基物種上的相關：恆河黃鯽